# アメリカン・レポーター
『アメリカン・レポーター』（原題：Whiskey Tango Foxtrot）は、2016年制作のアメリカ合衆国のコメディ映画。
2001年のアフガニスタン紛争時、アフガニスタンで紛争地域を取材したアメリカ人ジャーナリスト、キム・バーカーの体験を綴った回顧録”The Taliban Shuffle: Strange Days in Afghanistan and Pakistan”を基に映画化。原題のWhiskey Tango Foxtrotとは、NATOフォネティックコードで”WTF=what the f**k”の略で、「何だこれ」「なんてこった」という意味。日本では劇場未公開。

## あらすじ
2003年、キム・ベイカーはニューヨークのテレビ局のレポーターだが、最近はデスクワークばかりで、仕事に行き詰まりを感じていた。
そんなある日、彼女に「不朽の自由作戦」の取材のためのアフガニスタン派遣の話が舞い込む。キムは心機一転を図るため、その仕事を引き受けることを決め、アフガニスタンに向かう。
キムは意気揚々と現地入りするが、慣れない土地で様々なカルチャーショックを受ける。そんな中でキムは、コーディネーターのファヒムや、現地で知り合ったレポーターのターニャ、報道カメラマンのイアンらと共に常に身の危険に晒されながら、特ダネ探しに奔走する。

## キャスト
※括弧内は日本語吹替。
- キム・ベイカー：ティナ・フェイ（山崎美貴）
- ターニャ・ヴァンダーポエル：マーゴット・ロビー（志田有彩）
- イアン・マッケルピー：マーティン・フリーマン（森川智之）
- ファヒーム・アフマドザイ：クリストファー・アボット（志賀麻登佳）
- ホラネク准将：ビリー・ボブ・ソーントン（原康義）
- アリ・マスード・サディク：アルフレッド・モリーナ（石塚運昇）
- ブライアン：ニコラス・ブラウン（影平隆一）
- ニック：スティーヴン・ピーコック（鶴岡聡）
- シャキラ・エル＝クーリー：シェイラ・ヴァンド（吉田麻実）
- コフリン：エヴァン・ジョニカイト
- ジャウィード：ファヒム・アンウォー（山田浩貴）
- クリス：ジョシュ・チャールズ（小林親弘）
- ジェリー・ターブ：チェリー・ジョーンズ（入江純）
- ハード軍曹：スターリング・K・ブラウン
- 旅客機の乗客：トーマス・クレッチマン（中村章吾）

日本語版その他出演：岡井カツノリ、宮本克哉、水口侑一、種市桃子、宮本淳、濱野大輝、佐野康之
日本語版制作スタッフ 演出：打越領一、翻訳：子安則子、制作：ACクリエイト